# 冪等
在數學裡，冪等有兩種主要的定義。
- 在某二元運算下，冪等元素是指被自己重複運算（或對於函數是為複合）的結果等於它自己的元素。例如，乘法下唯一兩個冪等實數為0和1。
- 某一元運算為冪等的時，其作用在任一元素兩次後會和其作用一次的結果相同。例如，高斯符號便是冪等的。
- 一元運算的定義是二元運算定義的特例（詳情請見下面）。

## 定義

### 二元運算
設{\displaystyle S}為一具有作用於其自身的二元運算的集合，則{\displaystyle S}的元素{\displaystyle s}稱為冪等的(相對於{\displaystyle *})當
{\displaystyle s*s=s}
特別的是，任一單位元都是冪等的。若{\displaystyle S}的所有元素都是冪等的話，則其二元運算*被稱做是冪等的。例如，聯集和交集的運算便都是冪等的。

### 一元運算
設{\displaystyle f}為一由{\displaystyle X}映射至{\displaystyle X}的一元運算，則{\displaystyle f}為冪等的，當對於所有在{\displaystyle X}內的{\displaystyle x}，
{\displaystyle f(f(x))=f(x)}
特別的是，恆等函數一定是冪等的，且任一常數函數也都是冪等的。
注意當考慮一由{\displaystyle X}至{\displaystyle X}的所有函數所組成的集合{\displaystyle S}時，{\displaystyle f}在一元運算下為冪等的若且唯若在二元運算下，{\displaystyle f}相對於其複合運算(標記為{\displaystyle o})會是冪等的。這可以寫成{\displaystyle f\operatorname {o} f=f}。

## 一般例子

### 函數
如上述所說，恆等函數和常數函數總會是冪等的。較不當然的例子有實數或複數引數的絕對值函數，以及實數引數的高斯符號。
將一拓撲空間X內各子集U映射至U閉包的函數在X的冪集上是冪等的。這是閉包運算元的一個例子；所有個閉包運算元都會是冪等函數。

### 環的冪等元素
定義上，環的冪等元素為一相對於環乘法為冪等的元素。可以定義一於環冪等上的偏序：若e和f為冪等的，當ef = fe = e時，標記為e ≤ f。依其順序，0會是最小冪等元素，而1為最大冪等元素。
若e在環R內為冪等的，則eRe一樣會是個乘法單位元為e的環。
兩個冪等元素e和f被稱為正交的當ef=fe=0。在此一情形下，e+f也是冪等的，且有e ≤ e + f和f ≤ e + f。
若e在環R內為冪等的，則f = 1 − e也會是冪等的，且e和f正交。
一在R內的冪等元素e稱為核心的，若對所有在R內的x，ex=xe。在此情形之下，Re會是個乘法單位元為e的環。R的核心冪等元素和R的分解為環的直和有很直接的關接。若R為環R1、...、Rn的直和，則環Ri的單位元在R內為核心冪等的，相互正交，且其總和為1。相反地，給出R內給相互正交且總和為1的核心冪等元素e1、...、en，則R會是環Re1、...、Ren的直和。所有較有趣的是，每一於R內的核心冪等e都會給出一R的分解－Re和R(1 − e)的直和。
任一不等於0和1的冪等元素都是零因子(因為e(1 − e) =  0)。這表示了整環及除環都不會存在此種冪等元素。局部環也沒有此種冪等元素，但理由有點不同。唯一包含於一環的雅各布森根內的冪等元素只有0。共四元數環內會有一冪等元素組成的懸鏈曲面。
所有元素都冪等的環稱做布爾環。可證明在每一此類環內，乘法都是可交換的，且每一元素都有其各自的加法逆元。

### 其他例子
冪等運算也可以在布林代數內找到。邏輯和與邏輯或便都是冪等運算。
在線性代數裡，投影是冪等的。亦即，每一將向量投射至一子空間V（不需正交）上的線性算子，都是冪等的。
一冪等半環為其加法（非乘法）為冪等的半環。